# Kövesdi Pál
Kövesdi Pál (? – Sopron, 1682. május 5.) magyar evangélikus lelkész, tanár.
Sopronban vagy Sopron környékén született, Wittenbergben tanult. A soproni városi tanács a befolyásos Vitnyédy István városi polgár ajánlására hívta meg iskolamesternek, évi 250 forint fizetéssel, és különböző egyéb juttatásokkal. 1659 és 1664 között az újonnan alapított soproni magyar evangélikus líceum rektora volt.
Feltételezhető, hogy utóbb Lőcsén megjelent nyelvtankönyvét (Elementa Linguae Hungaricae sive Grammatica Hungarica. Succincta methodo comprehensa et perspicuis exemplis illvstrata. Authore ... Leuschoviae, 1686.) soproni tanár korában, oktatási segédletként készítette. Művében Szenczi Molnár Albert nyelvtanára támaszkodott, példái azonban a nyugat-dunántúli nyelvjárást tükrözik. Toldy Ferenc feltételezése szerint a második és harmadik kiadást a katolikus iskolák is használták. 2010-ben a Magyar Nyelvtudományi Társaság hasonmás kiadásban adta ki, C. Vladár Zsuzsa bevezető tanulmányával és jegyzeteivel.